# برد یانگ
برد یانگ (انگلیسی: Brad Young؛ زادهٔ ۶ ژانویهٔ ۲۰۰۳) بازیکن فوتبال است.
از باشگاه‌هایی که در آن بازی کرده‌است می‌توان به باشگاه فوتبال استون ویلا اشاره کرد.